# ملكة جمال التمثيل
ملكة جمال التمثيل (بالإنجليزية: Miss Representation)‏ هو فيلم وثائقي أُصدر في 2011. الفيلم من إخراج جينيفر نيوسوم.

## وصلات خارجية
- ملكة جمال التمثيل على موقع IMDb (الإنجليزية)
- ملكة جمال التمثيل على موقع روتن توميتوز (الإنجليزية)
- ملكة جمال التمثيل على موقع نتفليكس (الإنجليزية)
- ملكة جمال التمثيل على موقع أول موفي (الإنجليزية)
- ملكة جمال التمثيل على موقع قاعدة بيانات الفيلم (الإنجليزية)
- ملكة جمال التمثيل على موقع ليتربوكسد (الإنجليزية)
- ملكة جمال التمثيل على موقع كينوبويسك (الروسية)